# Мануэль де Асеведо и Суньига
Мануэль Алонсо де Суньига Асеведо-и-Фонсека, также известный как Мануэль де Асеведо-и-Суньига, Мануэль де Фонсека-и-Суньига и Мануэль де Суньига-и-Фонсека (исп. Manuel Alonso de Zúñiga Acevedo y Fonseca, Manuel de Acevedo y Zúñiga, Manuel de Fonseca y Zúñiga y Manuel de Zúñiga y Fonseca; 1586, Вильяльпандо — 12 ноября 1653, Мадрид) — испанский дворянин и политический деятель из дома де Суньига, 6-й граф де Монтеррей, 2-й граф де Фуэнтес-де-Вальдеперо, сеньор Вилька, Медина, Рибера и Аранхо, гранд Испании, кавалер ордена Сантьяго, коннетабль Кастилии, президент Совета Италии и член Государственного совета короля Филиппа IV, председатель кортесов Арагона, посол при Святом Престоле, вице-король Неаполитанского королевства, генерал-лейтенант армий в войне с Португалией.

## Происхождение
Третий сын Гаспара де Суньиги-и-Асеведо, 5-го графа Монтеррея (1560—1606), сеньора Бьедма и Уллоа, вице-короля Новой Испании (Мексики) и Перу, и его жены Инес де Веласко-и-Арагон, дочери Иньиго Фернандеса де Веласко-и-Товара (1520—1585), 6-го графа Аро, 4-го герцога Фриаса, констебля Кастилии, и его жены Аны Анхелы де Арагон-и-Гусман.
Мануэль женился на своей двоюродной сестре Леонор Марии де Гусман-и-Пиментель, дочери Энрике де Гусмана-и-Ниньо де Рибера, 2-го графа Оливареса, и его жены Марии Пиментель де Фонсека-и-Суньига, тети Мануэля. Его жена была сестрой Гаспара де Гусмана-и-Пиментеля, 3-го графа Оливареса, 1-го герцога Санлукара, фаворита короля Испании Филиппа IV, женатого на Инес де Суньига-и-Веласко, сестре Мануэля, дамы королевы Маргариты. Его дядя Бальтасар де Суньига-и-Веласко (1561—1622), брат его отца и первый министр короля Филиппа IV, был крестным отцом на свадьбах. В браке у него не было потомства, поэтому он назвал своей наследницей свою племянницу Изабель де Суньига-и-Клэрхаут, 1-ю маркизу Тарасона, дочь своего дяди Бальтасара. Считается, что у него была внебрачная дочь, которая была настоятельницей монастыря августинцев-воспоминаний Саламанки, основанного им в 1636 году.

## Биография
Мануэль стал рыцарем Ордена Сантьяго в 1606 году. После смерти своей двоюродной бабушки Хуаны де Асеведо-и-Фонсека, 1-й графини Фуэнтес-де-Вальдеперо, он унаследовал его и стал вторым графом Фуэнтес-де-Вальдеперо. Его брат Педро, старший сын, умер в 1602 году, а его отец Гаспар 10 февраля 1606 года в Лиме, будучи вице-королем Перу. После долгого судебного разбирательства по поводу наследства отца и долгов, которые нужно было покрыть, благодаря помощи его дяди Бальтасара и его двоюродного брата, графа-герцога Оливареса, его проблемы были решены. Королевским постановлением от 11 мая 1608 года сыновьям 5-го графа Монтеррея, Гаспару де Суньига-и-Асеведо, вице-королю Перу, была дарована серия repartimientos в Перу и 6 тысяч дукатов в год. Мануэль провел долгий судебный процесс (1609—1628) с графами Лемос по поводу активов дома Биедма и Уллоа. В 1640 году он дал свободу своему рабу Аметилло, уроженцу Алжира, мавру, вернуться на свою землю.
Король Испании Филипп III пожаловал ему титул гранда Испании второй степени в 1621 году, а король Испании Филиппе IV даровал ему титул гранда Испании первой степени 11 июля 1628 года. Его жена Леонор, 6-я графиня Монтеррея, по требованию от 28 мая 1648 года требует выплаты приданого в соответствии с положения его отца Энрике де Гусмана, II графа Оливареса.

## На службе укороля Испании Филиппа IV
Мануэль был назначен президентом Совета Италии после смерти своего дяди Бальтасара в октябре 1622 года и членом Государственного совета 18 апреля 1624 года и занимал эту должность до самой смерти. В январе 1626 года он сопровождал короля Филиппа IV и его брата инфанта Карлоса в поездке на кортесы Арагона. Он занимал должность президента кортесов Арагона в Валенсии с 20 по 30 марта 1626 года в отсутствие короля Филиппа IV. Его зять, граф-герцог Оливарес, назначил его чрезвычайным послом при Святом Престоле в 1628 году с обещанием стать наместником Неаполя. Это назначение вызвало большое удивление и недоумение при дворе. Оливарес ожидал лояльности своего зятя в будущем. Преемником в Риме он назвал своего двоюродного брата кардиналом Гаспаром де Борха в 1631 году. Граф-герцог Оливарес приказал, в ответ на жалобы на плохой прием королевы Венгрии со стороны вице-короля Неаполя, Фернандо Афана де Рибера, герцога Алькалы, отстранить его от должности. Герцог Алькала покинул Неаполь 13 мая 1631 года. Граф Монтеррей прибыл из Рима и занял свой пост в середине мая 1631 года. Он был вице-королем Неаполитанского королевства с мая 1631 года по ноябрь 1636 года.
Во время своего правления в Неаполе он осуществлял эффективное и дальновидное управление. Он обеспечил запасы продовольствия, боролся с бандитизмом и обновил флот, армию и артиллерию в ожидании военных действий, которые последуют в последующие годы после его вступления во владение. Его правление было отмечено противостояниями, имевшими место в Европе во время Тридцатилетней войны. Он отправил войска и экономическую помощь имперской армии, участвовавшей в битве при Нёрдлингене, помог миланцам, которым угрожали французские войска в войне Вальтеллины, и Альваро де Базану, 2-му маркизу Санта-Крус, в его нападении на побережье Прованса во время франко-испанской войны, в ходе которой граф Монтеррей поставил Неаполитанское королевство в состояние тревоги в ожидании французского вторжения.
Рамиро Нуньес де Гусман, 2-й маркиз де Тораль, вдовец Марии де Гусман-и-Суньига, 1-й герцогини Медина-де-лас-Торрес, дочери графа-герцога Оливареса, который был очень близок со своим тестем, чтобы добиться своего брака с Аной Каррафа де Гонзага, принцессой Стиглиано, сумел стать преемником графа Монтеррея в вице-королевстве Неаполя. Должность, которую он занял 12 ноября 1636 года. Увольнение графа Монтеррея было источником вражды между графом Монтерреем и графом-герцогом Оливаресом, продолжавшейся до смерти графа-герцога. По возвращении в Испанию летом 1638 года он снова вошел в Государственный совет.
Мануэль был назначен в сентябре 1640 года генерал-лейтенантом армий во время восстания в Португалии, известного как Португальская война за независимость. Его назначение не понравилось грандам. Фернандо Альварес де Толедо, 6-й герцог Альба, у которого были свои солдаты на границе с Португалией, в гневе вернулся домой, отказавшись служить графу Монтеррею в качестве подчиненного. За ним последовали Алонсо Диего Лопес де Суньига (8-й герцог Бехар), Гаспар Перес де Гусман (9-й герцог Медина-Сидония), Хуан Луис де ла Серда (7-й герцог Мединасели) и Родриго Понсе де Леон (4-й герцог Аркос) тоже отказались. Граф Монтеррей, несмотря на сопротивление, сохранил свое командование. Его войска, в основном новобранцы, встретились в Бадахосе, и первое приграничное столкновение произошло в апреле 1641 года. Неудача армии под его командованием перед стенами Эльваша продемонстрировала его неспособность, и в ноябре 1641 года его сменил 6-й герцог Альба.
В декабре 1642 года король Филипп IV реорганизовал центр управления, заменив Исполнительный совет тремя палатами. Первой была Правительственная палата под руководством короля (Филипп IV писал 20 января 1643 года Рамиро Нуньесу де Гусману, 1-му герцогу Медина-де-лас-Торрес, «Я беру весло»), второй, для набора ополчение под председательством графа Монтеррея, а третья — Комната снабжения армий Испании, Италии и Фландрии под председательством Санчо де Монроя, 1-го маркиза Кастаньеда. Опальный граф-герцог Оливарес покинул двор 23 января 1643 года в направлении Лоэчеса.

## Меценат и коллекционер
6-й граф Монтеррей был большим покровителем художников своего времени, «прозванным вором за его позорную жадность в Милане и Неаполе» (Веласкес, Уильям Стирлинг, стр. 143). Как и его зять, граф-герцог Оливарес и другие дворяне владели галереей картин в своем дворце в Мадриде, в том числе пастельной картиной " Эль Нададор " Мигеля Анхеля. Кардучо также говорит о «великолепных цветных карандашных рисунках пловцов Мигеля Анхеля» (Кардучо, Диалогос, 8º, л. 151).
Во время своего пребывания в Италии он был покровителем нескольких художников, в том числе Диего де Веласкеса, Хосе де Рибера, Джованни Ланфранко, и он собрал одну из самых важных коллекций произведений искусства своего времени.
По возвращении в Испанию летом 1638 года он нанял архитектора Хуана Гомеса де Мора для полной реконструкции дома-сада на участке, купленном в 1626 году в Прадо-де-Сан-Херонимо (недалеко от дворца Буэн-Ретиро, чтобы насладиться близостью монарха), расположенном на улице Калле-дель-Арбол-дель-Параисо, ныне Калле-дель-Маркес-де-Кубас, а также строительство галереи с тремя залами для размещения картин и скульптур из его коллекции, в основном приобретенных в Италии, и в котором были работы великих мастеров своего времени. Сад выполнен в стиле итальянского Возрождения со скульптурами, фонтанами и гротом. Королевская конгрегация Сан-Фермин-де-лос-Наваррос купила недвижимость в 1744 году. Спустя годы в галерее был построен храм Сан-Фермин. Картины и скульптуры из коллекции графа Монтеррея в настоящее время разбросаны.
Дон Мануэль был маленького роста, но очень тщеславный и с большими амбициями. Он умер в своей резиденции в Мадриде в 1653 году и был похоронен в пантеоне графов Монтеррея в монастыре августинцев «Воспоминания о матерях Саламанки». В надгробном памятнике вы можете полюбоваться его скульптурой работы Джулиано Финелли, который сделал её в 1630 году.